# Daisy May Cooper
Daisy May Cooper (Cirencester, Inglaterra, 1 de agosto de 1986) es una actriz y escritora británica. Ganó el BAFTA por interpretar a Kerry Mucklowe en la serie de BBC Three This Country que ella cocreó y coescribió con su hermano, Charlie Cooper.

## Educación y primeros años
Cooper nació en Cirencester, Inglaterra, en 1986 y es la mayor de dos hermanos. Su hermano, Charlie Cooper, también es actor y escritor. Asistió a la Cirencester Deer Park School, seguida de la escuela de teatro en la Royal Academy of Dramatic Art en Londres.

## Carrera
Después de conseguir un papel como madre joven en la serie de ITV Doc Martin, se fue y regresó a West Country, trabajando como limpiadora con su hermano Charlie. Durante un tiempo, los hermanos vivieron juntos, sus experiencias luego formaron parte de los escritos de This Country.
En 2014, consiguió el papel de PC Garvey en la serie de televisión The Wrong Mans. En el mismo año, un piloto basado en el lanzamiento de la serie inicial de los Cooper fue filmado como la película (nunca estrenada) Kerry, sentando las bases para This Country.[cita requerida]
Escribió y protagonizó con su hermano, Charlie, la serie de comedia de BBC Three This Country, por la que ganó un premio BAFTA a la Mejor Actuación de Comedia Femenina en 2018. Debido al éxito de la primera serie de This Country, se encargó una segunda serie y se emitió en BBC Three en febrero de 2018. Una tercera serie se emitió en 2020.
En 2019, interpretó a Peggotty en The Personal History of David Copperfield y en 2020, participó en la comedia espacial de Armando Iannucci de HBO Avenue 5. También apareció con su padre, Paul, en Celebrity Gogglebox. El 29 de julio de 2020, se anunció que Cooper participaría en la décima temporada de Taskmaster.

## Vida personal
Cooper se casó con su pareja de muchos años, Will Weston, el 21 de septiembre de 2019. La pareja tiene dos hijos.

## Filmografía
| Año       | Título                                    | Papel          | Notas                                                             |
| --------- | ----------------------------------------- | -------------- | ----------------------------------------------------------------- |
| 2011      | Doc Martin                                | Young Mum      | 1 episodio (Serie 5 Episodio 5, Recuérdame)                       |
| 2014      | The Wrong Mans                            | PC Garvey      | 2 episodios                                                       |
| 2017-2020 | This Country                              | Kerry Mucklowe | Papel principal; también coescritora y creadora.                  |
| 2019      | The Personal History of David Copperfield | Peggotty       | Película                                                          |
| 2020      | Avenue 5                                  | Sarah          | Papel recurrente (temporada 1); teleplay y escritora (episodio 7) |
| 2020      | Taskmaster                                | Ella misma     | Serie 10                                                          |